# Parco nazionale Ormtjernkampen
Il parco nazionale Ormtjernkampen (in norvegese Ormtjernkampen nasjonalpark) era un parco nazionale della Norvegia situato nella contea di Innlandet. 
È stato istituito nel 1968 e occupava una superficie di 9 km². Nel 2011 è stato incluso nel più ampio Parco nazionale Langsua.